# Giampiero Artegiani
Giampiero Artegiani (Roma, 14 maggio 1955 – Roma, 4 febbraio 2019) è stato un cantautore, paroliere e produttore discografico italiano.

## Biografia

### Gli esordi neiSemiramis
Giampiero Artegiani artisticamente esordisce come tastierista e chitarrista durante gli anni settanta nelle cantine della periferia romana, entrando a far parte della formazione della band di rock progressivo Semiramis, che ha appena partecipato allo storico raduno rock capitolino di Villa Pamphili nella primavera del 1972; il cantante del complesso è il giovanissimo Michele Zarrillo, futuro cantautore solista.
Artegiani realizza, insieme agli altri componenti, l'unico disco della band, Dedicato a Frazz, considerato dalla critica e dagli esperti, una "pietra miliare" del Progressive Italiano degli anni '70.
Dopo lo scioglimento dei Semiramis, Artegiani abbandona il Progressive ed inizia ad approfondire gli studi sulla musicoterapia. Nel 1978 e 1979 lavora come musicoterapista presso cinque scuole di Roma per bambini diversamente abili; nello stesso periodo inizia a comporre canzoni, collaborando spesso con il musicista Marcello Marrocchi.
Nel frattempo (1978) fonda un altro complesso, i Carillon, nella formazione del quale ricopre il ruolo di voce solista e chitarrista. Con questa nuova formazione, incide per la EMI Italiana i brani: "Miss Mondo" e "Non ho che te". Dopo questa esperienza nel Pop leggero, lasciata la formazione dei Carillon, nel 1981 comincia un percorso da solista. Nasce Artegiani cantautore.

### Cantautore
Nel 1982 Artegiani ottiene un contratto con la Lupus, una casa discografica romana distribuita dalla Dischi Ricordi: l'anno successivo partecipa ad Un disco per l'estate, vincendo nella sezione giovani ed ottenendo un discreto successo con la canzone Il sogno di un buffone, brano con richiami medioevaleggianti, che racconta di un amore impossibile tra un giullare e la regina, giullare che poi si trasforma in cavaliere. Pubblica quindi in autunno il suo primo album 33 giri omonimo, che contiene anche il successo estivo.
Nel 1984 partecipa al Festival di Sanremo con la canzone Acqua alta in piazza San Marco, che riscuote un buon successo radiofonico, nonostante non sia arrivata alla serata finale.
Dopo un singolo nel 1985 intitolato Arrivarono gli Americani, torna al Festival di Sanremo 1986 con ...e le rondini sfioravano il grano, brano che riscuote un successo inferiore al precedente ma si classifica al terzo posto dietro "Grande grande amore" (canzone vincitrice) interpretata da Lena Biolcati e "La nave va" cantata da Aleandro Baldi.
Cambia quindi casa discografica passando alla Polydor e, nel 1989, pubblica l'album Dopo il ponte: i testi affrontano tematiche sociali, come in Madre Negra Aparecida (canzone dedicata alla Madonna Nera, o Morenita, adorata dagli Afrobrasiliani. Di questo brano viene anche realizzato un video con immagini originali fornite per l'occasione dai Missionari Comboniani), A Paula Cooper, brano contro la pena capitale, dedicato a una ragazza statunitense di 16 anni, per l'appunto Paula Cooper, detenuta nel braccio della morte che fu poi salvata dalla sedia elettrica, fino a Addio Kabul, scritto dal punto di vista di un giovane soldato russo che ritorna a casa alla fine dell'occupazione del contingente sovietico in Afghanistan, e sono presenti alcuni quadri di gente comune, come ne Il colle degli eucalipti ambientato in Cile, Pozzanghere di primavera, sull'amore tra adolescenti, " La fioraia di San Lorenzo", dedicato ad una giovane prostituta di quel quartiere di Roma, per concludere con la bellissima preghiera Eterno Padre.
Dopo due 45 giri successivi a questo secondo album, Artegiani abbandona volontariamente l'attività di cantautore dedicandosi a quella di Produttore Artistico e di Autore e Compositore per altri artisti. Franco Califano, Massimo Ranieri, Michele Zarrillo, Silvia Salemi, Maria Carta, etc.
Dopo quasi vent'anni torna, a sorpresa, ad esibirsi in un concerto dal vivo. Ad Agropoli, il 13 giugno 2009, la prima tappa del suo Relapso Tour.

### Autore e produttore
Artegiani ha ottenuto i suoi successi maggiori come autore e come produttore.
Inizia a comporre sigle per cartoni e sigle televisive. Poi scrive un brano per Nini Rosso e la sua tromba: "Monica".
Ma il vero esordio come autore avviene con il brano "La mia libertà" del 1981 a cui segue "Buio e luna piena" scritte entrambe insieme a Marcello Marrocchi, e cantate da Franco Califano. Nel corso degli anni Artegiani insieme a Marcello Marrocchi realizza 5 album per Califano, nei quali sono inclusi i brani: "Amare è", "Per una donna", "Ragazzo mio", "Non so vivere a metà" e "Pallina mia".
Il grande successo arriva nel 1988, quando scrive sempre insieme a Marcello Marrocchi la canzone Perdere l'amore, con cui Massimo Ranieri vince il Festival di Sanremo; il brano diventa in breve tempo un classico della canzone italiana, e viene addirittura premiata, con televoto popolare, come "La canzone più bella del '900", nell'omonima trasmissione televisiva. La curiosità è che questa stessa canzone era stata proposta al Festival già dall'anno precedente, nell'interpretazione di Gianni Nazzaro, ma, in quell'occasione, era stata scartata dalla commissione selezionatrice con la dicitura: «non idonea».
Nello stesso anno Artegiani è anche autore del testo di Come un giorno di sole, che il suo ex compagno nei Semiramis Michele Zarrillo presenta sempre a Sanremo. Realizza tutti i testi dell'Album di Zarrillo, intitolato "Soltanto amici".
La collaborazione con Ranieri si arricchisce di altri brani contenuti nello stesso album Perdere l'amore e nel seguente Un giorno bellissimo del 1991, e prosegue fino al 1995 con La vestaglia, anch'essa presentata a Sanremo, canzone di stampo francese che riecheggia un motivo di Charles Aznavour, per la tematica trattata delle crisi coniugali.
Un'altra collaborazione è quella con Peppino Di Capri, per cui Artegiani scrive Comme è ddoce 'o mare, che partecipa nel 1991 all'Eurofestival classificandosi al settimo posto.
La canzone "'Sti canzone", scritta sempre insieme a Marcello Marrocchi in dialetto napoletano, è stata incisa, oltre che da Ranieri, anche da Roberto Murolo, che l'ha inclusa nell'album 'Na voce 'na chitarra  registrato nel 1990 in duetto con Consiglia Licciardi.
Nel 1993 scrive le musiche ed i testi delle canzoni di una commedia musicale "A piedi nudi verso Dio". Interprete principale Maria Carta. Qui nasce una futura collaborazione con l'artista sarda.
Nel 1994 scrive e produce i brani dell'album Le memorie della musica, l'unico in lingua italiana, interpretato dall'artista sarda Maria Carta, il cui brano omonimo fu proposto per il Festival di Sanremo, ma non superò le selezioni. Questo brano, presentato anche in coppia con i Tazenda, con il tempo è diventato un classico che i musicisti sardi inseriscono nei loro repertori.
Sempre nel '94, in occasione del Festival, Artegiani mette insieme 11 big della canzone italiana, come Nilla Pizzi, Mario Merola, Wess, Jimmy Fontana... e crea la "Squadra Italia". Questa formazione inedita partecipa al Festival di Sanremo con un brano scritto in collaborazione con Marrocchi: Una vecchia canzone italiana, omaggio alla canzone italiana nel mondo.
Nel 1995 scrive le musiche per una seconda Commedia musicale Un profeta per l'Africa, storia del missionario Comboni. Questa verrà rappresentata anche alla sala Nervi, in Vaticano.
Ed ancora al Festival di Sanremo è legato il sodalizio con Silvia Salemi, per la quale scrive, arrangia e produce artisticamente tutti i suoi album. L'esordio avviene nel 1996 con Quando il cuore (quinto posto tra le Nuove Proposte), e si perfeziona l'anno seguente con la sua A casa di Luca, vincitrice del Premio "Volare", assegnato da Domenico Modugno e Franco Migliacci, al miglior Testo del Festival. Nel 1996 produce anche un'altra cantante, Carmen Corona, la cui voce notevole è messa in risalto da Giampiero, tanto che si classifica seconda al Festival di Castrocaro Terme del 1995 col brano Anni bui, e partecipa al "Caotica Tour '97" insieme alla Salemi ed ai D.O.C. Rock. Nel 1998 presenta invece Pathos, e nel 2003 Nel cuore delle donne. Ancora per la cantante siciliana scrive nel 2007 Il mutevole abitante del mio solito involucro, title track del suo CD dello stesso anno.
Meno fortunato invece il tentativo di lancio del citato gruppo D.O.C. Rock, partecipante a Sanremo Giovani 1996, con la sua Che c'è di rock?, e poi al Festival di Sanremo 1997 con Secolo Crudele, pregi e difetti del '900 raccontati in 4 minuti, che il cantautore belga Salvatore Adamo riproporrà nella sua Dans les mille ans qui viennent.
Nel 2008 torna a collaborare con Michele Zarrillo, per lui scrive L'ultimo film insieme, in gara al Festival di Sanremo di quell'anno.
Nel 2011 continua la collaborazione come autore con Zarrillo, per il quale scrive tutti i Testi dell'album Unici al mondo, pubblicato da Sony. Primo singolo estratto: La prima cosa che farò.
Dopo un periodo difficile dovuto ad un intervento delicato, Artegiani riprende la sua attività di autore e musicista. Scrive alcuni testi per il nuovo Album di Michele Zarrillo, "Vivere e Rinascere", e con l'estratto "Mani nelle mani, di cui è autore e co-compositore, partecipa al Festival di Sanremo 2017. Inoltre, riforma con Paolo Faenza e Maurizio Zarrillo, la storica Band Rock progressive del '72, Semiramis. Con questi tiene una serie di concerti. Nel 2017 viene realizzato un CD e DVD live, con riprese effettuate nel teatro La Claque, di Genova. I Semiramis si sono esibiti in un festival prog a Tokyo il 12 agosto 2017, nonostante l'improvvisa scomparsa, avvenuta nel mese di luglio, di Maurizio Zarrillo.
Nel febbraio 2018, in occasione del Galà della Stampa, che si tiene ogni anno presso il Casinò di Sanremo, una commissione composta dai più accreditati giornalisti musicali, conferisce ad Artegiani l'ambito Premio Dietro le quinte" , come pubblico riconoscimento del suo lavoro ed il suo impegno nel mondo della musica.

### Morte
Il 4 febbraio 2019 muore a Roma dopo una lunga malattia all'età di 63 anni.

## Discografia

### Album in studio
- 1983 - Giampiero Artegiani (Lupus, LULP 14914)
- 1989 - Dopo il ponte (Polydor, 839 347-1)

### Singoli
- 1983 - Il sogno di un buffone/Tu non eri tu (Lupus, LUN 4946)
- 1984 - Acqua alta in piazza San Marco/Sfasciacarrozze (Lupus, LUN 4952)
- 1985 - Arrivarono gli americani/Irene e Agnese (Harmony, H 6099)
- 1986 - ...e le rondini sfioravano il grano/Il fosso degli angeli (Lupus, LUN 4961)
- 1989 - A Paula Cooper/Il colle degli eucalipti (Polydor, 889 347)
- 1990 - Basta un attimo/La fioraia di San Lorenzo (Mercury, 875 284-7)

## Le canzoni scritte da Giampiero Artegiani per altri artisti
| Anno | Canzone                                       | Artista            | Autori testo                                              | Autori musica                            | Incisione                                                  |
| ---- | --------------------------------------------- | ------------------ | --------------------------------------------------------- | ---------------------------------------- | ---------------------------------------------------------- |
| 1981 | La mia libertà                                | Franco Califano    | Franco Califano                                           | Giampiero Artegiani e Marcello Marrocchi | La mia libertà                                             |
| 1982 | Buio e luna piena                             | Franco Califano    | Franco Califano                                           | Giampiero Artegiani e Marcello Marrocchi | Buio e luna piena                                          |
| 1982 | La luna in metropolitana                      | Franco Califano    | Franco Califano                                           | Giampiero Artegiani e Marcello Marrocchi | Buio e luna piena                                          |
| 1982 | Una donna resta sempre sola                   | Collage            | Giampiero Artegiani e Marcello Marrocchi                  | Giampiero Artegiani e Marcello Marrocchi | Ed io canto per te / Una donna resta sempre sola (45 giri) |
| 1982 | Ed io canto per te                            | Collage            | Giampiero Artegiani e Marcello Marrocchi                  | Giampiero Artegiani e Marcello Marrocchi | Ed io canto per te / Una donna resta sempre sola (45 giri) |
| 1983 | Valery                                        | Michele Zarrillo   | Giampiero Artegiani                                       | Totò Savio e Michele Zarrillo            | 45 giri                                                    |
| 1983 | Ragazzo mio                                   | Franco Califano    | Franco Califano                                           | Giampiero Artegiani e Marcello Marrocchi | Io per amarti...                                           |
| 1984 | Da solo                                       | Franco Califano    | Franco Califano e Marcello Marrocchi                      | Giampiero Artegiani e Marcello Marrocchi | Impronte digitali                                          |
| 1984 | Amare è                                       | Franco Califano    | Franco Califano                                           | Giampiero Artegiani e Marcello Marrocchi | Impronte digitali                                          |
| 1984 | Padroni di una notte                          | Franco Califano    | Franco Califano                                           | Giampiero Artegiani e Marcello Marrocchi | Impronte digitali                                          |
| 1984 | Quando è notte                                | Franco Califano    | Franco Califano                                           | Giampiero Artegiani e Marcello Marrocchi | Impronte digitali                                          |
| 1985 | Non so vivere a metà                          | Franco Califano    | Franco Califano                                           | Giampiero Artegiani e Marcello Marrocchi | ...Ma cambierà                                             |
| 1985 | Per una donna                                 | Franco Califano    | Franco Califano                                           | Giampiero Artegiani e Marcello Marrocchi | ...Ma cambierà                                             |
| 1987 | Il bello della vita                           | Franco Califano    | Franco Califano e Giampiero Artegiani                     | Giampiero Artegiani e Marcello Marrocchi | Il bello della vita                                        |
| 1988 | Dammi un po' di più                           | Michele Zarrillo   | Giampiero Artegiani                                       | Luigi Lopez e Michele Zarrillo           | Soltanto amici                                             |
| 1988 | Come un giorno di sole                        | Michele Zarrillo   | Giampiero Artegiani                                       | Luigi Lopez e Michele Zarrillo           | Soltanto amici                                             |
| 1988 | Dovrei pentirmi                               | Michele Zarrillo   | Giampiero Artegiani                                       | Luigi Lopez e Michele Zarrillo           | Soltanto amici                                             |
| 1988 | Soltanto amici                                | Michele Zarrillo   | Giampiero Artegiani                                       | Luigi Lopez e Michele Zarrillo           | Soltanto amici                                             |
| 1988 | Il canto libero del mare                      | Massimo Ranieri    | Giampiero Artegiani e Marcello Marrocchi                  | Giampiero Artegiani e Marcello Marrocchi | Perdere l'amore                                            |
| 1988 | Pierina                                       | Massimo Ranieri    | Giampiero Artegiani                                       | Giampiero Artegiani                      | Perdere l'amore                                            |
| 1988 | Sui davanzali del tramonto                    | Massimo Ranieri    | Giampiero Artegiani e Marcello Marrocchi                  | Giampiero Artegiani e Marcello Marrocchi | Perdere l'amore                                            |
| 1988 | Purissima Lucia                               | Massimo Ranieri    | Giampiero Artegiani e Marcello Marrocchi                  | Giampiero Artegiani e Marcello Marrocchi | Perdere l'amore                                            |
| 1988 | Perdere l'amore                               | Massimo Ranieri    | Giampiero Artegiani e Marcello Marrocchi                  | Giampiero Artegiani e Marcello Marrocchi | Perdere l'amore                                            |
| 1988 | Dove sta il poeta                             | Massimo Ranieri    | Giampiero Artegiani e Marcello Marrocchi                  | Giampiero Artegiani e Marcello Marrocchi | Perdere l'amore                                            |
| 1990 | Pallina mia                                   | Franco Califano    | Franco Califano                                           | Giampiero Artegiani e Marcello Marrocchi | Califano                                                   |
| 1991 | La fedeltà                                    | Franco Califano    | Franco Califano                                           | Giampiero Artegiani e Marcello Marrocchi | Se il teatro è pieno                                       |
| 1991 | Comme è ddoce 'o mare                         | Peppino di Capri   | Giampiero Artegiani e Marcello Marrocchi                  | Giampiero Artegiani e Marcello Marrocchi | Comme è ddoce 'o mare                                      |
| 1991 | 'Sti canzoni                                  | Massimo Ranieri    | Giampiero Artegiani e Marcello Marrocchi                  | Giampiero Artegiani e Marcello Marrocchi | Un giorno bellissimo                                       |
| 1991 | Io lavoro di notte                            | Massimo Ranieri    | Giampiero Artegiani e Marcello Marrocchi                  | Giampiero Artegiani e Marcello Marrocchi | Un giorno bellissimo                                       |
| 1993 | Telefoniamoci                                 | Manuela Villa      | Fernanda Tartaglia e Marcello Marrocchi                   | Giampiero Artegiani e Marcello Marrocchi | Un concerto italiano                                       |
| 1993 | Sabato banale                                 | Manuela Villa      | Giampiero Artegiani e Marcello Marrocchi                  | Giampiero Artegiani e Marcello Marrocchi | Un concerto italiano                                       |
| 1994 | Voglio l'anima                                | Idem               | Marcello Marrocchi                                        | Giampiero Artegiani e Marcello Marrocchi | Evviva la musica                                           |
| 1994 | Evviva la musica (Uè guagliò)                 | Idem               | Fernanda Tartaglia e Marcello Marrocchi                   | Giampiero Artegiani e Marcello Marrocchi | Evviva la musica                                           |
| 1994 | Ragazzi di notte                              | Idem               | Giampiero Artegiani e Marcello Marrocchi                  | Giampiero Artegiani e Marcello Marrocchi | Evviva la musica                                           |
| 1994 | Jesce fore                                    | Idem               | Fernanda Tartaglia                                        | Giampiero Artegiani e Marcello Marrocchi | Evviva la musica                                           |
| 1994 | Dal fango a un cielo blu                      | Squadra Italia     | Giampiero Artegiani, Marcello Marrocchi e Stefano Jurgens | Giampiero Artegiani e Marcello Marrocchi | Una vecchia canzone italiana                               |
| 1994 | Il posto dell'amore                           | Squadra Italia     | Giampiero Artegiani, Marcello Marrocchi e Stefano Jurgens | Giampiero Artegiani e Marcello Marrocchi | Una vecchia canzone italiana                               |
| 1994 | La mia donna                                  | Squadra Italia     | Fernanda Tartaglia, Marcello Marrocchi e Stefano Jurgens  | Giampiero Artegiani e Marcello Marrocchi | Una vecchia canzone italiana                               |
| 1994 | Canto                                         | Squadra Italia     | Giampiero Artegiani e Marcello Marrocchi                  | Giampiero Artegiani e Marcello Marrocchi | Una vecchia canzone italiana                               |
| 1995 | La vestaglia                                  | Massimo Ranieri    | Giampiero Artegiani e Marcello Marrocchi                  | Giampiero Artegiani e Marcello Marrocchi | Ranieri                                                    |
| 1996 | Quando il cuore                               | Silvia Salemi      | Giampiero Artegiani                                       | Giampiero Artegiani                      | Silvia Salemi                                              |
| 1996 | Innamorati di me                              | Silvia Salemi      | Giampiero Artegiani                                       | Giampiero Artegiani                      | Silvia Salemi                                              |
| 1996 | Con questo sentimento                         | Silvia Salemi      | Giampiero Artegiani                                       | Giampiero Artegiani                      | Silvia Salemi                                              |
| 1996 | Il mio mondo nuovo                            | Silvia Salemi      | Giampiero Artegiani                                       | Giampiero Artegiani                      | Silvia Salemi                                              |
| 1996 | DJ (you are the rhythm)                       | Silvia Salemi      | Giampiero Artegiani                                       | Giampiero Artegiani                      | Silvia Salemi                                              |
| 1996 | Tempo d'amore                                 | Silvia Salemi      | Giampiero Artegiani e Fernanda Tartaglia                  | Giampiero Artegiani                      | Silvia Salemi                                              |
| 1996 | Senza te                                      | Silvia Salemi      | Fernanda Tartaglia                                        | Giampiero Artegiani                      | Silvia Salemi                                              |
| 1996 | Che amica sei                                 | Silvia Salemi      | Fernanda Tartaglia e Giampiero Artegiani                  | Giampiero Artegiani                      | Silvia Salemi                                              |
| 1996 | Respirando l'aria                             | Silvia Salemi      | Fernanda Tartaglia e Giampiero Artegiani                  | Giampiero Artegiani                      | Silvia Salemi                                              |
| 1997 | Anni bui                                      | Carmen Corona      | Giampiero Artegiani                                       | Giampiero Artegiani                      | Carmen Corona                                              |
| 1997 | Notti senza blu                               | Carmen Corona      | Giampiero Artegiani                                       | Giampiero Artegiani                      | Carmen Corona                                              |
| 1997 | A casa di Luca                                | Silvia Salemi      | Giampiero Artegiani e Silvia Salemi                       | Giampiero Artegiani                      | Caotica                                                    |
| 1997 | Danza caotica                                 | Silvia Salemi      | Giampiero Artegiani                                       | Giampiero Artegiani                      | Caotica                                                    |
| 1997 | The big generation                            | Silvia Salemi      | Silvia Salemi                                             | Giampiero Artegiani                      | Caotica                                                    |
| 1997 | Secolo crudele                                | D.O.C. Rock        | Giampiero Artegiani e Fernanda Tartaglia                  | Giampiero Artegiani e Puccio Chiariello  | CD singolo                                                 |
| 1998 | Pathos                                        | Silvia Salemi      | Giampiero Artegiani e Silvia Salemi                       | Giampiero Artegiani                      | Pathos                                                     |
| 1998 | Caino chi è                                   | Marcello Marrocchi | Marcello Marrocchi                                        | Giampiero Artegiani e Marcello Marrocchi | Se esiste Dio                                              |
| 1998 | Se Cristo bussa alla tua porta                | Marcello Marrocchi | Marcello Marrocchi                                        | Giampiero Artegiani e Marcello Marrocchi | Se esiste Dio                                              |
| 1998 | Camminerai                                    | Marcello Marrocchi | Giampiero Artegiani e Marcello Marrocchi                  | Giampiero Artegiani e Marcello Marrocchi | Se esiste Dio                                              |
| 2002 | J'adore                                       | Silvia Salemi      | Giampiero Artegiani e Silvia Salemi                       | Giampiero Artegiani                      | CD singolo                                                 |
| 2003 | Nel cuore delle donne                         | Silvia Salemi      | Giampiero Artegiani e Silvia Salemi                       | Giampiero Artegiani                      | Gioco del duende                                           |
| 2007 | Il mutevole abitante del mio solito involucro | Silvia Salemi      | Giampiero Artegiani e Silvia Salemi                       | Giampiero Artegiani                      | Il mutevole abitante del mio solito involucro              |
| 2008 | L'ultimo film insieme                         | Michele Zarrillo   | Giampiero Artegiani                                       | Giampiero Artegiani e Michele Zarrillo   | Nel tempo e nell'amore                                     |
| 2011 | La prima cosa che farò                        | Michele Zarrillo   | Giampiero Artegiani                                       | Michele Zarrillo e Roberto Guarino       | Unici al mondo                                             |
| 2017 | Mani nelle mani                               | Michele Zarrillo   | Giampiero Artegiani                                       | Michele Zarrillo                         | Vivere e rinascere                                         |
| 2020 | Billy Blu                                     | Marco Sentieri     | Giampiero Artegiani                                       | Giampiero Artegiani                      |                                                            |